# Thallomys loringi
Thallomys loringi is een knaagdier uit het geslacht Thallomys dat voorkomt in Oost-Kenia en Noord- en Oost-Tanzania. Deze soort is in vroegere classificaties beschouwd als een vorm van T. nigricauda, maar wordt nu als een aparte soort gezien, ondanks dat deze twee soorten veel op elkaar lijken. De verschillen zijn waarschijnlijk groot genoeg om het bestaan van twee soorten aan te tonen.